# Buffy l'ammazzavampiri - Ottava stagione
Buffy l'ammazzavampiri - Ottava stagione (Buffy the Vampire Slayer - Season Eight) è una serie a fumetti ideata da Joss Whedon, pubblicata dalla Dark Horse Comics dal marzo 2007 al gennaio 2011. È la collana principale dedicata al personaggio di Buffy Summers dall'editore statunitense. Assume le sue premesse narrative dalla conclusione della settima stagione della serie televisiva Buffy l'ammazzavampiri. La serie è scritta dallo stesso Whedon. In italiano è stata tradotta dall'editore Free Books dal 2008 (volumi 1 e 2, contenenti i numeri 1-10) e da Edizioni BD dal settembre 2010 all'ottobre 2011 (numeri 11-40) .
L'ottava stagione di Buffy è composta di 40 numeri e, dopo una pausa, è seguita da una nona stagione di 25 numeri.
Nell'ultima puntata della serie Willow Rosenberg utilizzando il potere della Falce (arma destinata all'ultima Guardiana della Bocca dell'Inferno, ovverosia Buffy) ha fatto un incantesimo che ha trasformato tutte le "potenziali" in Cacciatrici attive, affinché potessero aiutare a sconfiggere il Primo (il Male Primordiale). La serie si conclude con la distruzione della Bocca dell'Inferno e della stessa Sunnydale.
Durante la quinta stagione di Angel (la quale si colloca cronologicamente dopo la distruzione di Sunnydale) veniamo a conoscenza di alcune informazioni riguardo al futuro dei protagonisti:
- 2 Cacciatrici somiglianti a Buffy hanno assunto la sua identità, per proteggerla, una delle 2 sosia si trova in Italia, a Roma, e frequenta un potente demone conosciuto col nome di Immortale;
- Xander e la vera Buffy sono in Scozia;
- Willow è in Brasile con Kennedy;
- Giles si trova in Inghilterra, dove si occupa della formazione di una legione di nuove cacciatrici, aiutato da Andrew Wells, che nel frattempo è diventato un osservatore.

Nel corso dell'ottava stagione vi saranno dei cambiamenti.

## Pubblicazioni

### Episodio n. 1
Titolo originale: The Long Way Home (part 1)
- Titolo italiano: La lunga strada verso casa parte 1
- Uscita : 14 marzo 2007
- Uscita : febbraio 2009
- Trama episodio: Dopo la distruzione della Bocca dell'Inferno, il mondo è radicalmente cambiato: un tempo c'era una sola Cacciatrice, oggi ce ne sono centinaia sparse per il mondo. Buffy ne ha reclutate quasi la metà, riuscendo a creare un efficiente sistema per continuare la sua lotta contro il Male, aiutata e coordinata da Xander. Nel frattempo però anche Dawn deve abituarsi ad una condizione completamente nuova per lei; a causa dell'amore per un ragazzo sbagliato, infatti, ora la ragazza deve vedersela con un problema davvero molto grosso. Ma quello che la nuova Scooby Gang non sa è che persino l'esercito ora è contro di loro: non solo li ha schedati come terroristi, ma ha persino assoldato un alleato con grande potere e con grande sete di vendetta…

### Episodio n. 2
- Titolo originale: The Long Way Home (part 2)
- Titolo italiano: La lunga strada verso casa parte 2
- Uscita : 4 aprile 2007
- Uscita : febbraio 2009
- Trama episodio: Giles, Buffy ed Andrew stanno addestrando gruppi di Cacciatrici in giro per il mondo, ma non è facile riuscire a tenere a bada un esercito di ragazze giovani, irrequiete e con superpoteri. Xander, intanto, cerca di contattare Willow, in giro per il mondo con Kennedy, perché li aiuti a riportare Dawn alla normalità. I normali addestramenti, però, vengono interrotti dall'attacco di Amy, a capo di un'armata di zombie. Come se non bastasse la strega getta anche un incantesimo su Buffy, che cade in un profondo sonno, dal quale, come nelle migliori fiabe, potrà essere svegliata solo con un bacio di vero amore. E quando lo scontro sembra volgere a favore dei non morti, finalmente arriva un aiuto da tanto tempo atteso…

### Episodio n. 3
Titolo originale: The Long Way Home (part 3)
- Titolo italiano: La lunga strada verso casa parte 3
- Uscita : 2 maggio 2007
- Uscita : febbraio 2009
- Trama episodio: Mentre fuori dalla sua testa infuria il combattimento, Buffy è intrappolata nel mondo dei sogni, con una guida alquanto inaspettata; anche se è una persona solitamente poco affidabile, conduce la cacciatrice attraverso il suo mondo onirico, mostrandole alcuni indizi che le saranno d'aiuto in futuro. Nel frattempo sul campo di battaglia, Willow sembra avere la situazione sotto controllo, riesce a fermare Amy senza troppi problemi e ad imprigionarla. Ma dopo che Buffy ha finalmente ricevuto un bacio di vero amore e tutto sembra ormai concluso felicemente, gli Scoobies scoprono che in realtà sono stati tutti manovrati fin dall'inizio e Willow si ritrova davanti un vecchio nemico...

### Episodio n. 4
- Titolo originale: The Long Way Home (part 4)
- Titolo italiano: La lunga strada verso casa parte 4
- Uscita : 6 giugno 2007
- Uscita : febbraio 2009
- Trama episodio: Willow è nelle mani del nemico, un nemico davvero molto efferato, che vuole sfogare la propria rabbia sulla strega rossa, che sembra quasi spacciata. Per riuscire a sopravvivere qualche momento in più, Willow deve creare un rifugio interiore, nel profondo della sua mente, per fuggire al dolore. Ma la ragazza ha un altro asso nella manica: Buffy, la quale ha organizzato un'azione di recupero, che la porterà a conoscere i suoi nuovi antagonisti; Insieme a Satsu, infatti, la Cacciatrice bionda entra nella tana del lupo, cioè la sede della misteriosa organizzazione militare che a quanto pare ha dichiarato guerra alla stirpe delle Ammazzavampiri. Durante l'operazione, Buffy cerca anche di recuperare il suo nuovo alleato, ma a quanto pare in questo caso sia arrivata troppo tardi…

### Episodio n. 5
- Titolo originale: The Chain
- Titolo italiano: La catena
- Uscita : 1º agosto 2007
- Uscita : febbraio 2009
- Trama episodio: La popolazione mondiale delle Cacciatrici è passata da due a quasi duemila, una parte di queste si sono unite all'organizzazione di Buffy per combattere le forze del male. Questo rinnovato potere, però, ha reso la Cacciatrice bionda un bersaglio ancora più ambito agli occhi dei suoi nemici; per sicurezza, quindi, sono state addestrate delle “cacciatrici civetta” che la impersonano in giro per il mondo. Una di loro è stata mandata a combattere con Yamanh, potente signore del sottosuolo. La ragazza darà la sua vita per la causa e scopriremo come è arrivata a questo estremo sacrificio, il momento in cui ha scoperto i suoi poteri, il suo legame con le Cacciatrici del passato, l'addestramento, fino a quando si è immersa senza esitazioni nell'ultima fatale missione. Ma ciò nonostante non scopriremo mai il suo nome…

### Episodio n. 6
- Titolo originale: No Future for You (part 1)
- Titolo italiano: Nessun futuro per te parte 1
- Uscita : 8 settembre 2007
- Uscita : novembre 2009
- Trama episodio: Mentre Buffy è in Scozia con la sua armata di Cacciatrici, Faith tiene a bada Cleveland, sede di un'altra Bocca dell'Inferno. Nonostante sia il solito lupo solitario, ogni tanto Faith accetta di collaborare con le truppe di cacciatrici guidate da Robin Wood, suo ex amante ed ex preside dell'ormai distrutto liceo di Sunnydale. Ma tornata da una missione delicata, la ragazza trova a casa sua Giles che le propone un incarico molto particolare: fingendosi una ricca ereditiera inglese, dovrà entrare nelle grazie di una pericolosa Cacciatrice, che ha deciso di mettere i suoi poteri a servizio del male. Faith accetta l'offerta dell'Osservatore, che le offre l'opportunità di ritirarsi in pace, in cambio di quest'ultima missione, ma questa volta, anche senza armi o lotte, l'allenamento sarà molto duro per lei…

### Episodio n. 7
- Titolo originale: No Future for You (part 2)
- Titolo italiano: Nessun futuro per te parte 2
- Uscita : 3 ottobre 2007
- Uscita : novembre 2009
- Trama episodio: Dopo estenuanti lezioni di buone maniere e dizione, Faith è finalmente pronta ad infiltrarsi in casa di Lady Genevieve Savidge, una delle donne più pericolose sul pianeta. Fingendosi Hope Lyonne, aristocratica inglese, la nostra eroina avvicina la folle ereditiera per ucciderla ed evitare così che scateni un'apocalisse. Ma, come spesso succede, le cose non vanno per il verso giusto e, invece di uno scontro mortale, tra le due ragazze nasce una strana amicizia; Genevieve, quindi, rivela alla sua nuova amica il suo obiettivo: eliminare la più celebre delle Cacciatrici…

### Episodio n. 8
- Titolo originale: No Future for You (part 3)
- Titolo italiano: Nessun futuro per te parte 3
- Uscita : 7 novembre 2007
- Uscita : novembre 2009
- Trama episodio: In attesa dello scontro finale con Buffy, la malvagia Gigi si rilassa con la sua nuova amica e compagna Cacciatrice Hope, senza sapere che in realtà è Faith. Nel frattempo, Giles, che non riesce più a comunicare con il suo agente sotto copertura, tenta invano di penetrare nella tenuta Savidge, protetta da un potente schermo mistico. C'è anche un altro osservatore al lavoro, ma con fini ben diversi: è Roden, lo stregone che ha educato e addestrato Gigi; l'uomo, infatti, ha preparato un incantesimo per teletrasportare Buffy proprio nel loro palazzo e dare così inizio allo scontro che, spera, sarà fatale alla cacciatrice di Sunnydale. L'incantesimo ha successo, ma la lotta che segue ha un esito completamente inaspettato per tutti…

### Episodio n. 9
- Titolo originale: No Future for You (part 4)
- Titolo italiano: Nessun futuro per te parte 4
- Uscita : 5 dicembre 2007
- Uscita : novembre 2009
- Trama episodio: La copertura di Faith è irrimediabilmente saltata e così ora la ragazza si trova a dover affrontare l'ira di Genevieve, che si rivela una degna avversaria della cacciatrice di Boston. Nel frattempo, Giles decide di ricorrere all'aiuto di Willow per distruggere la barriera mistica che lo tiene lontano dalle due ragazze, anche se questo però lo porterà a scontrarsi con Buffy. Quando finalmente riuscirà ad arrivare sul posto, la lotta tra cacciatrice e cacciatrice è ormai finita ed è il momento di quella tra osservatore e osservatore. Ma dietro a tutto c'è qualcuno che ha già previsto la conclusione…

### Episodio n. 10
- Titolo originale: Anywhere But Here
- Titolo italiano: Ovunque, ma non qui
- Uscita : 2 gennaio 2008
- Uscita : novembre 2009
- Trama episodio: Per avere risposte sul loro nuovo avversario, il misterioso Twilight, Buffy e Willow intraprendono un insolito viaggio alla ricerca di un demone antico e potente che forse potrà aiutarle o forse potrà anche peggiorare le cose. Il loro cammino le farà muovere nello spazio e nel tempo, e nel contempo scopriranno segreti e bugie, vedranno futuri tradimenti e pericoli, finché Buffy non deciderà di prendere in mano la situazione. Nel frattempo, in un luogo e in un momento meglio definiti, Dawn rivela finalmente a Xander i fatti che l'hanno portata alla sua improvvisa e misteriosa crescita….

### Episodio n. 11
- Titolo originale: A Beautiful Sunset
- Titolo italiano: Uno Splendido Tramonto
- Uscita : 6 febbraio 2008
- Uscita : 20 ottobre 2010
- Trama episodio: Un tempo c'era una sola Cacciatrice, ma Buffy, con l'aiuto degli Scoobies, ha deciso di condividere il suo potere, dando alla vita di tutte le cacciatrici uno scopo e un significato nuovi, una forte connessione le une con le altre e anche una notevole forza. Buffy però è preoccupata di non riuscire ad essere un buon condottiero quando scopre che una delle ragazze addestrate da Andrew si è data a pratiche poco legali. La nostra biondina di Sunnydale, quindi, decide di addestrare personalmente Satsu, mettendola in guardia sui pericoli che potrebbe correre standole accanto. Ma mentre le due ragazze si confrontano sui propri sentimenti reciproci, si trovano finalmente faccia a faccia col loro nuovo e temibile avversario, che a quanto pare è proprio imbattibile…

### Episodio n. 12
- Titolo originale: Wolves at the Gate (part 1)
- Titolo italiano: Lupi alle porte parte 1
- Uscita : 5 marzo 2008
- Uscita : 20 ottobre 2010
- Trama episodio: Al castello è una serata tranquilla, mentre Willow accompagna in volo Andrew, in arrivo dall'Italia, Xander e Renee fanno la ronda, trovando anche il tempo di flirtare, ma il loro romantico incontro viene interrotto dall'arrivo di alcune inquietanti creature, forse lupi, forse pantere, o persino api. Le due sentinelle corrono ad avvisare Buffy, che viene sorpresa in un momento di intimità, e così ben presto tutto il castello viene a conoscenza di una cosa che lei avrebbe voluto tenere segreta! Ma l'imbarazzo lascia posto alla rabbia quando scopre che gli assalitori mirano alla falce della Cacciatrice e quando il loro piano ha successo, non resta che rivolgersi ad un antico nemico per chiedere aiuto…

### Episodio n. 13
- Titolo originale: Wolves at the Gate (part 2)
- Titolo italiano: Lupi alle porte parte 2
- Uscita : 2 aprile 2008
- Uscita : 20 ottobre 2010
- Trama episodio: Xander, accompagnato da Renee, contatta Dracula per chiedergli informazioni sui vampiri che sembrano avere i suoi stessi poteri e il Conte gli confessa di essere stato derubato di alcuni dei suoi “trucchetti” e che aiuterà volentieri la Scoobie Gang a sconfiggere questi nuovi nemici. Nel frattempo, al quartier generale delle cacciatrici, i ladri della falce vengono identificati: fanno parte di una setta di vampiri giapponesi, il cui capo, Toru, è molto potente e scaltro. Mentre Aiko, che comanda le cacciatrici in Giappone, indaga sul campo, le truppe di Buffy convergono verso Tokyo, per stanare Toru e suoi seguaci, ma nonostante un piano ben congegnato, probabilmente stanno per cadere in una trappola mortale…

### Episodio n. 14
- Titolo originale: Wolves at the Gate (part 3)
- Titolo italiano: Lupi alle porte parte 3
- Uscita : 7 maggio 2008
- Uscita : 20 ottobre 2010
- Trama episodio: Le cacciatrici, con Willow ed Andrew, arrivano a Tokyo, dove li accoglie un macabro messaggio di benvenuto lasciato da Toru, che getta Buffy nello sconforto. All'arrivo di Dracula e Xander, però, la ragazza sembra acquistare un po' di fiducia in più e riesce a carpire informazioni fondamentali sugli schemi malvagi del proprio nemico. Mentre i vampiri giapponesi, aiutati dalla strega Kumiko, stanno per completare il loro progetto per distruggere le cacciatrici, tutta la Gang comincia a preparare il contrattacco, ricorrendo anche a Dawn come arma segreta. Ma quando la vittoria sembra ormai in pugno, le sorti della battaglia si capovolgono all'improvviso…
- La cover di Jon Foster per questo numero è stata premiata durante la sedicesima edizione dello Spectrum Awards.

### Episodio n. 15
- Titolo originale: Wolves at the Gate (part 4)
- Titolo italiano: Lupi alle porte parte 4
- Uscita : 4 giugno 2008
- Uscita : 20 ottobre 2010
- Trama episodio: Siamo nel pieno della battaglia tra vampiri e cacciatrici nelle strade di Tokyo e l'esito dello sconto è ancora incerto. Willow viene attaccata da Kumiko, che sembra avere la meglio sulla strega rossa, dato che a quanto pare ne conosce tutti i trucchi. Nel frattempo, anche Dawn trova un'avversaria della sua taglia, ma in tipico stile giapponese, che la mette in seria difficoltà, finché i consigli di Andrew non la daranno la vittoria. L'arma dei vampiri per togliere il potere a Buffy e alle sue simili, però, è quasi pronta e la situazione si risolverà solo con l'intervento di Dracula, che andrà contro i suoi simili per salvare la stirpe delle cacciatrici, anche se non potrà evitare alcune vittime…

### Episodio n. 16
- Titolo originale: Time of Your Life (part 1)
- Titolo italiano: Un Mondo Migliore parte 1
- Uscita : 2 luglio 2008
- Uscita : 20 ottobre 2010
- Trama episodio: Grazie ad una soffiata, Buffy e Willow si recano a Manhattan nella speranza di sciogliere il mistero che avvolge la falce della Cacciatrice. Ma le cose vanno decisamente storte, quando Buffy si ritrova all'improvviso in un luogo sconosciuto e il suo cammino si incrocia con quello di Fray, la cacciatrice del futuro.

### Episodio n. 17
- Titolo originale: Time of Your Life (part 2)
- Titolo italiano: Un Mondo Migliore parte 2
- Uscita : 6 agosto 2008
- Uscita : 20 ottobre 2010
- Trama episodio: Joss Whedon e Karl Moline, co-creatore di Fray, tornano a lavorare insieme per questo arco narrativo dedicato alla Cacciatrice del futuro. Buffy e Fray, dopo un burrascoso primo incontro, decidono di unire le loro forze per scoprire il motivo del loro incontro e quale sarà l'impatto sul resto del mondo.

### Episodio n. 18
- Titolo originale: Time of Your Life (part 3)
- Titolo italiano: Un Mondo Migliore parte 3
- Uscita : 3 settembre 2008
- Uscita : 20 ottobre 2010
- Trama episodio: Un potente nemico che proviene dal passato di Buffy si allea col più temibile avversario di Fray, insieme i due spietati esseri attaccano le due cacciatrici nel futuro. Nel frattempo Dawn è vittima di un altro bizzarro cambiamento.

### Episodio n. 19
- Titolo originale: Time of Your Life (part 4)
- Titolo italiano: Un Mondo Migliore parte 4
- Uscita : 1º ottobre 2008
- Uscita : 20 ottobre 2010
- Trama episodio: Fray e Buffy, ancora intrappolata nel futuro, devono unire le forze per battersi contro un potente avversario, Dark Willow, che ha aspettato per centinaia di anni solo per poter eliminare le ultime due cacciatrici.

### Episodio n. 20
- Titolo originale: After These Messages... We'll Be Right Back!
- Titolo italiano: Torniamo Subito...Dopo La Pubblicità!
- Uscita : 17 dicembre 2008
- Uscita : 20 ottobre 2010
- Trama episodio: Buffy si sveglia e si ritrova indietro nel tempo. Ritornata ai suoi 16 anni, in contrasto con i suoi doveri di cacciatrice quando Cordelia organizza una festa a casa.

### Episodio n. 21
- Titolo originale: Harmonic Divergence
- Titolo italiano: Armoniche Divergenze
- Uscita : 7 gennaio 2009
- Uscita : 20 gennaio 2011
- Trama episodio: Harmony imposta un contratto con MTV per produrre un reality tv, presentando i vampiri come delle vittime inermi.

### Episodio n. 22
- Titolo originale: Swell
- Titolo italiano: Tsunami
- Uscita : 4 febbraio 2009
- Uscita : 20 gennaio 2011
- Trama episodio: Quando Kennedy viene inviata in Giappone per valutare gli sforzi di Satsu come capo team, sono colte di sorpresa da alcune pelose creature feroci che non vogliono fare altro che distruggere Buffy.

### Episodio n. 23
- Titolo originale: Predators and Prey
- Titolo italiano: Predatori e Prede
- Uscita : 4 marzo 2009
- Uscita : 20 gennaio 2011
- Trama episodio: Buffy in Italia ha uno scontro violento con una cacciatrice ribelle che le scatena contro un ragno gigante.

### Episodio n. 24
- Titolo originale: Safe
- Titolo italiano: Santuario
- Uscita : 1º aprile 2009
- Uscita : 20 gennaio 2011
- Trama episodio: Dawn si trasforma in una bambola e viene rapita da un produttore di bambole animate. Contemporaneamente Faith rischia la morte contro un demone che non riesce a vedere, ma Giles la salva.

### Episodio n. 25
- Titolo originale: Living Doll
- Titolo italiano: Bambola Parlante
- Uscita : 6 maggio 2009
- Uscita : 20 gennaio 2011
- Trama episodio: Una squadra di cacciatrici capeggiata da Willow salva Dawn e convince il trimegisto Kenny a farla ritornare normale.

### Episodio n. 26
- Titolo originale: Retreat (part 1)
- Titolo italiano: Ritirata parte 1
- Uscita : 1º luglio 2009
- Uscita : 28 aprile 2011
- Trama episodio: Faith e Giles raggiungono la base delle cacciatrici in Scozia appena in tempo: scoppia infatti una battaglia violentissima contro l'esercito di Warren. Le cacciatrici scappano a bordo di un sottomarino, che Willow teletrasporta nell'Himalaya, dove si trova Oz; lì sperano di ripararsi e di disintossicare Willow dalla magia: è seguendo il suo utilizzo, infatti, che Twilight e i suoi alleai riescono ad individuare la posizione della cacciatrici.

### Episodio n. 27
- Titolo originale: Retreat (part 2)
- Titolo italiano: Ritirata parte 2
- Uscita : 5 agosto 2009
- Uscita : 28 aprile 2011
- Trama episodio: Oz ha avuto un figlio con una donna del luogo. Willow lo invidia, ma è contenta per lui. Nel frattempo Twilight li sta raggiungendo.

### Episodio n. 28
- Titolo originale: Retreat (part 3)
- Titolo italiano: Ritirata parte 3
- Uscita : 2 settembre 2009
- Uscita : 28 aprile 2011
- Trama episodio: Episodio shock: Xander si mette con Dawn. Buffy ne è molto infastidita. Twilight si avvicina.

### Episodio n. 29
- Titolo originale: Retreat (part 4)
- Titolo italiano: Ritirata parte 4
- Uscita : 7 ottobre 2009
- Uscita : 28 aprile 2011
- Trama episodio: La battaglia inizia: i carri armati di Warren mietono molte cacciatrici. La comunità di lupi mannari le aiuta, ma non può fare molto. Buffy disperata evoca le tre dee che rendevano quel luogo immune alla magia: esse si presentano gigantesche e non fermabili.

### Episodio n. 30
- Titolo originale: Retreat (part 5)
- Titolo italiano: Ritirata parte 5
- Uscita : 4 novembre 2009
- Uscita : 28 aprile 2011
- Trama episodio: Le dee non uccidono solo i soldati, ma anche le cacciatrici: vanno fermate. Una infligge un colpo mostruoso a Buffy, che non si sa come sopravviva. Cinque ore dopo si risveglia tra le nevi: la battaglia si è spostata a nord. Scopre di poter volare e di avere superpoteri.

### Episodio n. 31
- Titolo originale: Turbulence
- Titolo italiano: Turbolenza
- Uscita : 13 gennaio 2010
- Uscita : agosto 2011
- Trama episodio: Willow ottiene nuovamente i suoi poteri, non si sa il perché. Ciononostante nulla può contro le dee. Si scopre perché a Buffy non andava la relazione Xander-Dawn: è innamorata di Xander. Buffy sconfigge le dee con i suoi nuovi poteri misteriosi come nulla fosse.

### Episodio n. 32
- Titolo originale: Twilight (part 1)
- Titolo italiano: Twilight parte 1
- Uscita : 3 febbraio 2010
- Uscita : agosto 2011
- Trama episodio:

### Episodio n. 33
- Titolo originale: Twilight (part 2)
- Titolo italiano: Twilight parte 2
- Uscita : 3 marzo 2010
- Uscita : agosto 2011
- Trama episodio:

### Episodio n. 34
- Titolo originale: Twilight (part 3)
- Titolo italiano: Twilight parte 3
- Uscita : 7 aprile 2010
- Uscita : agosto 2011
- Trama episodio:

### Episodio n. 35
- Titolo originale: Twilight (part 4)
- Titolo italiano: Twilight parte 4
- Uscita : 5 maggio 2010
- Uscita : agosto 2011
- Trama episodio:

### Episodio n. 36
- Titolo originale: Last Gleaming (part 1)
- Titolo italiano: L'Ultimo Bagliore parte 1
- Uscita : 1º settembre 2010
- Uscita : ottobre 2011
- Trama episodio:

### Episodio n. 37
- Titolo originale: Last Gleaming (part 2)
- Titolo italiano: L'Ultimo Bagliore parte 2
- Uscita : 6 ottobre 2010
- Uscita : ottobre 2011
- Trama episodio:

### Episodio n. 38
- Titolo originale: Last Gleaming (part 3)
- Titolo italiano: L'Ultimo Bagliore parte 3
- Uscita : 3 novembre 2010
- Uscita : ottobre 2011
- Trama episodio:

### Episodio n. 39
- Titolo originale: Last Gleaming (part 4)
- Titolo italiano: L'Ultimo Bagliore parte 4
- Uscita : 1º dicembre 2010
- Uscita : ottobre 2011
- Trama episodio:

### Episodio n. 40
- Titolo originale: Last Gleaming (part 5)
- Titolo italiano: L'Ultimo Bagliore parte 5
- Uscita : 19 gennaio 2011
- Uscita : ottobre 2011
- Trama episodio:

## Premi
Nel 2008 la serie ha vinto un Eisner Award come "miglior serie nuova".